# Romania ai Giochi della XXX Olimpiade
La Romania ha partecipato ai Giochi della XXX Olimpiade di Londra che si sono svolti dal 27 luglio al 12 agosto 2012. È stata la 20ª partecipazione degli atleti rumeni ai giochi olimpici estivi.
Gli atleti della delegazione rumena sono stati 103 (54 uomini e 49 donne), in 15 discipline. Alla cerimonia di apertura il portabandiera è stato il tennista Horia Tecău, mentre la portabandiera della cerimonia di chiusura è stata la ginnasta Sandra Izbașa.
La Romania ha ottenuto un totale di 9 medaglie (2 ori, 5 argento e 2 bronzi).

## Medaglie
| Riepilogo quotidiano | Riepilogo quotidiano | Riepilogo quotidiano | Riepilogo quotidiano | Riepilogo quotidiano | Riepilogo quotidiano | Riepilogo quotidiano |
| -------------------- | -------------------- | -------------------- | -------------------- | -------------------- | -------------------- | -------------------- |
| Giorno               | Data                 |                      |                      |                      | Totale               |                      |
| 1º                   | 27                   | —                    | —                    | —                    | —                    |                      |
| 2º                   | 28                   | 0                    | 1                    | 0                    | 1                    |                      |
| 3º                   | 29                   | 0                    | 0                    | 0                    | 0                    |                      |
| 4º                   | 30                   | 1                    | 1                    | 0                    | 2                    |                      |
| 5º                   | 31                   | 0                    | 0                    | 2                    | 2                    |                      |
| 6º                   | 1                    | 0                    | 1                    | 0                    | 1                    |                      |
| 7º                   | 2                    | 0                    | 0                    | 0                    | 0                    |                      |
| 8º                   | 3                    | 0                    | 1                    | 0                    | 1                    |                      |
| 9º                   | 4                    | 0                    | 0                    | 0                    | 0                    |                      |
| 10º                  | 5                    | 1                    | 0                    | 0                    | 1                    |                      |
| 11º                  | 6                    | 0                    | 0                    | 0                    | 0                    |                      |
| 12º                  | 7                    | 0                    | 1                    | 0                    | 1                    |                      |
| 13º                  | 8                    | 0                    | 0                    | 0                    | 0                    |                      |
| 14º                  | 9                    | 0                    | 0                    | 0                    | 0                    |                      |
| 15º                  | 10                   | 0                    | 0                    | 0                    | 0                    |                      |
| 16º                  | 11                   | 0                    | 0                    | 0                    | 0                    |                      |
| 17º                  | 12                   | 0                    | 0                    | 0                    | 0                    |                      |
| Totale               | Totale               | 2                    | 5                    | 2                    | 9                    |                      |

### Medagliere per disciplina
| Sport             | Oro | Argento | Bronzo | Totale |
| ----------------- | --- | ------- | ------ | ------ |
| Ginnastica        | 1   | 1       | 1      | 3      |
| Tiro              | 1   | 0       | 0      | 1      |
| Judo              | 0   | 2       | 0      | 2      |
| Sollevamento pesi | 0   | 1       | 1      | 2      |
| Scherma           | 0   | 1       | 0      | 1      |
| Totale            | 2   | 5       | 2      | 9      |

### Medaglie d'oro
| Medaglia | Nome            | Sport      | Evento                               |
| -------- | --------------- | ---------- | ------------------------------------ |
| Oro      | Alin Moldoveanu | Tiro       | Carabina 10m aria compressa maschile |
| Oro      | Sandra Izbașa   | Ginnastica | Volteggio femminile                  |

### Medaglie d'argento
| Medaglia | Nome                                                                   | Sport             | Evento                      |
| -------- | ---------------------------------------------------------------------- | ----------------- | --------------------------- |
| Argento  | Cătălina Ponor                                                         | Ginnastica        | Corpo libero femminile      |
| Argento  | Alina Dumitru                                                          | Judo              | 48 kg femminile             |
| Argento  | Corina Căprioriu                                                       | Judo              | 57 kg femminile             |
| Argento  | Roxana Cocoș                                                           | Sollevamento pesi | 69 kg femminile             |
| Argento  | Rareș Dumitrescu Tiberiu Dolniceanu Florin Zalomir Alexandru Sirițeanu | Scherma           | Sciabola a squadre maschile |

### Medaglie di bronzo
| Medaglia | Nome                                                                     | Sport             | Evento                       |
| -------- | ------------------------------------------------------------------------ | ----------------- | ---------------------------- |
| Bronzo   | Diana Bulimar Diana Chelaru Larisa Iordache Sandra Izbașa Cătălina Ponor | Ginnastica        | Concorso a squadre femminile |
| Bronzo   | Răzvan Martin                                                            | Sollevamento pesi | 69 kg maschile               |

## Atletica leggera
| Q | Qualificato al turno successivo per la posizione in qualificazione                                                           |
| q | Qualificato per il turno successivo per ripescaggio o, negli eventi su campo, conquistando la misura minima per qualificarsi |

### Maschile
Eventi di corsa su pista e strada
| Atleta          | Evento       | Finale    | Finale    |
| Atleta          | Evento       | Risultato | Posizione |
| --------------- | ------------ | --------- | --------- |
| Marius Cocioran | Marcia 50 km | 3h 57'52" | 39º       |
| Marius Ionescu  | Maratona     | 2h 16'28" | 26º       |

### Femminile
Eventi di corsa su pista e strada
| Atleta            | Evento         | Batteria  | Batteria  | Quarti di finale | Quarti di finale | Semifinale      | Semifinale      | Finale          | Finale          |
| Atleta            | Evento         | Risultato | Posizione | Risultato        | Posizione        | Risultato       | Posizione       | Risultato       | Posizione       |
| ----------------- | -------------- | --------- | --------- | ---------------- | ---------------- | --------------- | --------------- | --------------- | --------------- |
| Andreea Ogrăzeanu | 100 m          | Bye       | Bye       | 11"44            | 5ª               | non qualificata | non qualificata | non qualificata | non qualificata |
| Andreea Ogrăzeanu | 200 m          | 23"46     | 6ª        | N.D.             | N.D.             | non qualificata | non qualificata | non qualificata | non qualificata |
| Bianca Răzor      | 400 m          | 52"83     | 5ª        | N.D.             | N.D.             | non qualificata | non qualificata | non qualificata | non qualificata |
| Mirela Lavric     | 800 m          | 2'01"65   | 4ª q      | N.D.             | N.D.             | 2'00"46         | 7ª              | non qualificata | non qualificata |
| Roxana Bârcă      | 5000 m         | 16'01"04  | 18ª       | N.D.             | N.D.             | N.D.            | N.D.            | non qualificata | non qualificata |
| Angela Moroșanu   | 400 m ostacoli | 56"64     | 5ª        | N.D.             | N.D.             | non qualificata | non qualificata | non qualificata | non qualificata |
| Ancuța Bobocel    | 3000 m siepi   | 9'31"06   | 6ª        | N.D.             | N.D.             | N.D.            | N.D.            | non qualificata | non qualificata |
| Cristina Casandra | 3000 m siepi   | 9'58"83   | 13ª       | N.D.             | N.D.             | N.D.            | N.D.            | non qualificata | non qualificata |
| Constantina Diță  | Maratona       | N.D.      | N.D.      | N.D.             | N.D.             | N.D.            | N.D.            | 2h 41'34"       | 86ª             |
| Lidia Șimon       | Maratona       | N.D.      | N.D.      | N.D.             | N.D.             | N.D.            | N.D.            | 2h 32'46"       | 45ª             |
| Claudia Ștef      | Marcia 20 km   | N.D.      | N.D.      | N.D.             | N.D.             | N.D.            | N.D.            | 1h 33'56"       | 38ª             |

Eventi su campo
| Atleta         | Evento              | Qualificazioni | Qualificazioni | Finale          | Finale          |
| Atleta         | Evento              | Misura         | Posizione      | Misura          | Posizione       |
| -------------- | ------------------- | -------------- | -------------- | --------------- | --------------- |
| Viorica Țigău  | Salto in lungo      | 6,21 m         | 24ª            | non qualificata | non qualificata |
| Cristina Bujin | Salto triplo        | NM             | -              | non qualificata | non qualificata |
| Esthera Petre  | Salto in alto       | 1,85 m         | =20ª           | non qualificata | non qualificata |
| Nicoleta Grasu | Lancio del disco    | 61,86 m        | 14ª            | non qualificata | non qualificata |
| Bianca Perie   | Lancio del martello | 68,34 m        | 22ª            | non qualificata | non qualificata |

## Canoa/Kayak

### Velocità
| FA | Qualificato in finale A (per le medaglie)                       |
| FB | Qualificato in finale B (non per le medaglie)                   |
| Q  | Qualificato al turno successivo per posizione in qualificazione |
| q  | Qualificato al turno successivo per ripescaggio                 |

Maschile
| Atleta                                                 | Evento     | Batteria | Batteria   | Semifinale | Semifinale | Finale   | Finale     |
| Atleta                                                 | Evento     | Tempo    | Classifica | Tempo      | Classifica | Tempo    | Classifica |
| ------------------------------------------------------ | ---------- | -------- | ---------- | ---------- | ---------- | -------- | ---------- |
| Iosif Chirilă                                          | C-1 1000 m | 4'05"863 | 1º Q       | 4'07"794   | 6º FB      | 3'59"730 | 11º        |
| Alexandru Dumitrescu Victor Mihalachi                  | C-2 1000 m | 3'43"787 | 4º Q       | 3'36"551   | 3º FA      | 3'43"005 | 7º         |
| Bogdan Mada Ionuț Mitrea                               | K-2 200 m  | 33"978   | 5º Q       | 34"253     | 5º FB      | 46"495   | 13º        |
| Ionel Gavrilă Toni Ioneticu Traian Neagu Ștefan Vasile | K-4 1000 m | 3'12"371 | 4º Q       | 2'55"027   | 5º FA      | 2'58"223 | 8º         |

Femminile
| Atleta                     | Evento    | Batteria | Batteria   | Semifinale | Semifinale | Finale   | Finale     |
| Atleta                     | Evento    | Tempo    | Classifica | Tempo      | Classifica | Tempo    | Classifica |
| -------------------------- | --------- | -------- | ---------- | ---------- | ---------- | -------- | ---------- |
| Irina Lauric Iuliana Paleu | K-2 500 m | 1'46"001 | 3ª Q       | 1'49"216   | 8ª FB      | 1'52"468 | 16ª        |

## Canottaggio
| FA   | Qualificato in finale A (per le medaglie)     |
| FB   | Qualificato in finale B (non per le medaglie) |
| FC   | Qualificato in finale C (non per le medaglie) |
| FD   | Qualificato in finale D (non per le medaglie) |
| FE   | Qualificato in finale E (non per le medaglie) |
| FF   | Qualificato in finale F (non per le medaglie) |
| SA/B | Semifinali A/B                                |
| SC/D | Semifinali C/D                                |
| SE/F | Semifinali E/F                                |
| QF   | Qualificato ai quarti di finale               |
| R    | Ripescaggio                                   |

Maschile
| Atleta                                                                      | Evento  | Batteria | Batteria  | Ripescaggio | Ripescaggio | Semifinali | Semifinali | Finale  | Finale    |
| Atleta                                                                      | Evento  | Tempo    | Posizione | Tempo       | Posizione   | Tempo      | Posizione  | Tempo   | Posizione |
| --------------------------------------------------------------------------- | ------- | -------- | --------- | ----------- | ----------- | ---------- | ---------- | ------- | --------- |
| Marius Vasile Cozmiuc Florin Curuea Alexandru Palamariu Cristi Ilie Pîrghie | 4 senza | 5'52"87  | 2° SA/B   | Bye         | Bye         | 6'12"74    | 12° FB     | 6'16"20 | 12°       |

Femminile
| Atleta | Evento  | Batteria | Batteria  | Ripescaggio | Ripescaggio | Finale  | Finale    |
| Atleta | Evento  | Tempo    | Posizione | Tempo       | Posizione   | Tempo   | Posizione |
| --- | ------- | -------- | --------- | ----------- | ----------- | ------- | --------- |
| Georgeta Damian Viorica Susanu | 2 senza | 7'05"39  | 3ª R      | 7'08"42     | 1ª FA       | 7'37"67 | 5ª        |
| Nicoleta Albu Enikő Barabás Roxana Cogianu Adelina Cojocariu Irina Dorneanu Talida Gidoiu (tim.) Cristina Grigoraș Camelia Lupașcu Ioana Rotaru | Otto    | 6'16"61  | 2ª R      | 6'16"16     | 2ª FA       | 6'17"64 | 4ª        |

## Ciclismo

### Ciclismo su strada
Maschile
| Atleta         | Evento         | Tempo | Classifica |
| -------------- | -------------- | ----- | ---------- |
| Andrei Nechita | Corsa in linea | DNF   | DNF        |

## Ginnastica

### Ginnastica artistica
Maschile
Squadre
| Atleta          | Evento             | Qualificazione | Qualificazione | Qualificazione | Qualificazione | Qualificazione | Qualificazione | Qualificazione | Qualificazione | Finale          | Finale          | Finale          | Finale          | Finale          | Finale          | Finale          | Finale          |
| Atleta          | Evento             | Attrezzo       | Attrezzo       | Attrezzo       | Attrezzo       | Attrezzo       | Attrezzo       | Totale         | Posizione      | Attrezzo        | Attrezzo        | Attrezzo        | Attrezzo        | Attrezzo        | Attrezzo        | Totale          | Posizione       |
| Atleta          | Evento             | CL             | C              | A              | V              | P              | S              | Totale         | Posizione      | CL              | C               | A               | V               | P               | S               | Totale          | Posizione       |
| --------------- | ------------------ | -------------- | -------------- | -------------- | -------------- | -------------- | -------------- | -------------- | -------------- | --------------- | --------------- | --------------- | --------------- | --------------- | --------------- | --------------- | --------------- |
| Cristian Bățagă | Concorso a squadre | 14.666         | 12.700         | 14.833         | 15.766         | N.D.           | N.D.           | N.D.           | N.D.           | non qualificati | non qualificati | non qualificati | non qualificati | non qualificati | non qualificati | non qualificati | non qualificati |
| Marius Berbecar | Concorso a squadre | N.D.           | 12.733         | 14.466         | 15.433         | 15.233         | 13.700         | N.D.           | N.D.           | non qualificati | non qualificati | non qualificati | non qualificati | non qualificati | non qualificati | non qualificati | non qualificati |
| Ovidiu Buidoso  | Concorso a squadre | 14.366         | 13.766         | N.D.           | N.D.           | 14.733         | 14.066         | N.D.           | N.D.           | non qualificati | non qualificati | non qualificati | non qualificati | non qualificati | non qualificati | non qualificati | non qualificati |
| Vlad Cotuna     | Concorso a squadre | 15.016         | N.D.           | 14.400         | 15.500         | 14.866         | 13.491         | N.D.           | N.D.           | non qualificati | non qualificati | non qualificati | non qualificati | non qualificati | non qualificati | non qualificati | non qualificati |
| Flavius Koczi   | Concorso a squadre | 15.666 Q       | 13.400         | 14.600         | 16.066 Q       | 13.500         | 12.633         | 85.865         | 25º Q          | non qualificati | non qualificati | non qualificati | non qualificati | non qualificati | non qualificati | non qualificati | non qualificati |
| Totale          | Concorso a squadre | 45.348         | 39.899         | 43.899         | 47.332         | 44.832         | 41.257         | 262.567        | 10º            | non qualificati | non qualificati | non qualificati | non qualificati | non qualificati | non qualificati | non qualificati | non qualificati |

Finali individuali
| Atleta        | Evento               | Attrezzo | Attrezzo | Attrezzo | Attrezzo | Attrezzo | Attrezzo | Totale | Posizione |
| Atleta        | Evento               | CL       | C        | A        | V        | P        | S        | Totale | Posizione |
| ------------- | -------------------- | -------- | -------- | -------- | -------- | -------- | -------- | ------ | --------- |
| Flavius Koczi | Concorso individuale | DNS      | DNS      | DNS      | DNS      | DNS      | DNS      | DNS    | DNS       |
| Flavius Koczi | Corpo libero         | 15.100   | N.D.     | N.D.     | N.D.     | N.D.     | N.D.     | 15.100 | 7º        |
| Flavius Koczi | Volteggio            | N.D.     | N.D.     | N.D.     | 15.633   | N.D.     | N.D.     | 15.633 | 7º        |

Femminile
Squadre
| Atleta          | Evento             | Qualificazione | Qualificazione | Qualificazione | Qualificazione | Qualificazione | Qualificazione | Finale   | Finale   | Finale   | Finale   | Finale  | Finale    |
| Atleta          | Evento             | Attrezzo       | Attrezzo       | Attrezzo       | Attrezzo       | Totale         | Posizione      | Attrezzo | Attrezzo | Attrezzo | Attrezzo | Totale  | Posizione |
| Atleta          | Evento             | CL             | V              | P              | S              | Totale         | Posizione      | CL       | V        | P        | S        | Totale  | Posizione |
| --------------- | ------------------ | -------------- | -------------- | -------------- | -------------- | -------------- | -------------- | -------- | -------- | -------- | -------- | ------- | --------- |
| Diana Bulimar   | Concorso a squadre | N.D.           | N.D.           | 14.000         | 14.866 Q       | N.D.           | N.D.           | N.D.     | 14.066   | 14.533   | 14.700   | N.D.    | N.D.      |
| Diana Chelaru   | Concorso a squadre | 14.333         | 14.666         | 13.733         | N.D.           | N.D.           | N.D.           | N.D.     | 13.633   | N.D.     | N.D.     | N.D.    | N.D.      |
| Larisa Iordache | Concorso a squadre | 13.800         | 15.100         | 14.100         | 14.800         | 57.800         | 9ª Q           | 15.100   | N.D.     | N.D.     | 15.200   | N.D.    | N.D.      |
| Sandra Izbașa   | Concorso a squadre | 15.066 Q       | 15.500 Q       | 12.366         | 14.600         | 57.532         | 11ª Q          | 14.800   | 13.766   | 15.300   | N.D.     | N.D.    | N.D.      |
| Cătălina Ponor  | Concorso a squadre | 14.600 Q       | 15.133 Q       | N.D.           | 15.033 Q       | N.D.           | N.D.           | 15.100   | N.D.     | 15.416   | 14.800   | N.D.    | N.D.      |
| Totale          | Concorso a squadre | 43.999         | 45.733         | 41.833         | 44.699         | 176.264        | 4ª Q           | 45.000   | 41.464   | 45.249   | 44.700   | 176.414 |           |

Finali individuali
| Atleta          | Evento               | Attrezzo | Attrezzo | Attrezzo | Attrezzo | Totale | Posizione |
| Atleta          | Evento               | CL       | V        | P        | S        | Totale | Posizione |
| --------------- | -------------------- | -------- | -------- | -------- | -------- | ------ | --------- |
| Larisa Iordache | Concorso individuale | 13.833   | 14.933   | 14.233   | 14.966   | 57.965 | 9ª        |
| Larisa Iordache | Trave                | N.D.     | N.D.     | N.D.     | 14.200   | 14.200 | 6ª        |
| Sandra Izbașa   | Concorso individuale | 15.200   | 15.333   | 13.900   | 14.400   | 58.833 | 5ª        |
| Sandra Izbașa   | Corpo libero         | 13.333   | N.D.     | N.D.     | N.D.     | 13.333 | 8ª        |
| Sandra Izbașa   | Volteggio            | N.D.     | 15.191   | N.D.     | N.D.     | 15.191 |           |
| Cătălina Ponor  | Corpo libero         | 15.200   | N.D.     | N.D.     | N.D.     | 15.200 |           |
| Cătălina Ponor  | Trave                | N.D.     | N.D.     | N.D.     | 15.066   | 15.066 | 4ª        |

## Judo
Maschile
| Atleta            | Evento  | Preliminari          | 16-esimi                          | Ottavi                      | Quarti               | Semifinali           | Ripescaggio          | Med. bronzo          | Finale               | Posizione       |
| Atleta            | Evento  | Avversario Risultato | Avversario Risultato              | Avversario Risultato        | Avversario Risultato | Avversario Risultato | Avversario Risultato | Avversario Risultato | Avversario Risultato | Posizione       |
| ----------------- | ------- | -------------------- | --------------------------------- | --------------------------- | -------------------- | -------------------- | -------------------- | -------------------- | -------------------- | --------------- |
| Dan Fâșie         | -66 kg  | Bye                  | D. Larose (FRA) P 0000–0010       | non qualificato             | non qualificato      | non qualificato      | non qualificato      | non qualificato      | non qualificato      | non qualificato |
| Daniel Brata      | -100 kg | N.D.                 | L. Zhorzholiani (GEO) P 0013–0102 | non qualificato             | non qualificato      | non qualificato      | non qualificato      | non qualificato      | non qualificato      | non qualificato |
| Vlăduț Simionescu | +100 kg | N.D.                 | I. Krakovetskii (KGZ) V 1001–0001 | A. Tölzer (GER) P 1000–0000 | non qualificato      | non qualificato      | non qualificato      | non qualificato      | non qualificato      | non qualificato |

Femminile
| Atleta                  | Evento | 16-esimi                    | Ottavi                      | Quarti                           | Semifinali                  | Ripescaggio          | Med. bronzo          | Finale                         | Posizione       |
| Atleta                  | Evento | Avversario Risultato        | Avversario Risultato        | Avversario Risultato             | Avversario Risultato        | Avversario Risultato | Avversario Risultato | Avversario Risultato           | Posizione       |
| ----------------------- | ------ | --------------------------- | --------------------------- | -------------------------------- | --------------------------- | -------------------- | -------------------- | ------------------------------ | --------------- |
| Alina Alexandra Dumitru | -48 kg | N.D.                        | D. Mestre (CUB) V 1000–0000 | Mönkhbatyn U. (MGL) V 0011–0001  | T. Fukumi (JPN) V 0102–0011 | Bye                  | Bye                  | S. Menezes (BRA) P 0000–0011   |                 |
| Andreea Chițu           | -52 kg | S. Haddad (ALG) V 0100–0000 | I. Heylen (BEL) P 0000–0010 | non qualificata                  | non qualificata             | non qualificata      | non qualificata      | non qualificata                | non qualificata |
| Corina Căprioriu        | -57 kg | Wang H. (CHN) V 0102–0000   | S. Raguib (DJI) V 0100–0000 | H. Karakas (HUN) V 0000–0000 YUS | M. Malloy (USA) V 0100–0000 | Bye                  | Bye                  | K. Matsumoto (JPN) P 0000–0100 |                 |

## Lotta
| VT | Vittoria per atterramento                           |
| PP | Vittoria a punti (lo sconfitto con punti tecnici)   |
| PO | Vittoria a punti (lo sconfitto senza punti tecnici) |

### Libera
Maschile
| Atleta         | Evento  | Qualificazione       | Ottavi                                      | Quarti               | Semifinali           | Ripescaggio Turno 2  | Ripescaggio Turno 2  | Finale               | Pos. |
| Atleta         | Evento  | Avversario Risultato | Avversario Risultato                        | Avversario Risultato | Avversario Risultato | Avversario Risultato | Avversario Risultato | Avversario Risultato | Pos. |
| -------------- | ------- | -------------------- | ------------------------------------------- | -------------------- | -------------------- | -------------------- | -------------------- | -------------------- | ---- |
| Rareş Chintoan | -120 kg | Bye                  | D. Shabanbay (KAZ) P 1-3 PP (3-0, 2-5, 0-1) | non qualificato      | non qualificato      | non qualificato      | non qualificato      | non qualificato      | 10º  |

### Greco-Romana
Maschile
| Atleta      | Evento | Qualificazione                    | Ottavi               | Quarti               | Semifinali           | Ripescaggio Turno 2  | Ripescaggio Turno 2  | Finale               | Pos. |
| Atleta      | Evento | Avversario Risultato              | Avversario Risultato | Avversario Risultato | Avversario Risultato | Avversario Risultato | Avversario Risultato | Avversario Risultato | Pos. |
| ----------- | ------ | --------------------------------- | -------------------- | -------------------- | -------------------- | -------------------- | -------------------- | -------------------- | ---- |
| Alin Alexuc | -96 kg | E. Guri (BUL) P 0-3 PO (0-1, 0-1) | non qualificato      | non qualificato      | non qualificato      | non qualificato      | non qualificato      | non qualificato      | 16º  |

## Nuoto e sport acquatici

### Nuoto
Maschile
| Atleta            | Evento             | Batterie | Batterie   | Semifinali      | Semifinali      | Finale          | Finale          |
| Atleta            | Evento             | Tempo    | Classifica | Tempo           | Classifica      | Tempo           | Classifica      |
| ----------------- | ------------------ | -------- | ---------- | --------------- | --------------- | --------------- | --------------- |
| Dragoș Agache     | 100 m rana         | 1'02"93  | 38º        | non qualificato | non qualificato | non qualificato | non qualificato |
| Alexandru Coci    | 200 m farfalla     | 1'59"67  | 29º        | non qualificato | non qualificato | non qualificato | non qualificato |
| Norbert Trandafir | 50 m stile libero  | 22"22    | 15º Q      | 22"30           | 16º             | non qualificato | non qualificato |
| Norbert Trandafir | 100 m stile libero | 49"02    | 17º        | non qualificato | non qualificato | non qualificato | non qualificato |

Femminile
| Atleta        | Evento             | Batterie | Batterie   | Semifinali      | Semifinali      | Finale          | Finale          |
| Atleta        | Evento             | Tempo    | Classifica | Tempo           | Classifica      | Tempo           | Classifica      |
| ------------- | ------------------ | -------- | ---------- | --------------- | --------------- | --------------- | --------------- |
| Camelia Potec | 200 m stile libero | 2'01"15  | 25ª        | non qualificata | non qualificata | non qualificata | non qualificata |
| Camelia Potec | 400 m stile libero | 4'11"43  | 20ª        | N.D.            | N.D.            | non qualificata | non qualificata |
| Camelia Potec | 800 m stile libero | 8'38"44  | 23ª        | N.D.            | N.D.            | non qualificata | non qualificata |

### Pallanuoto

#### Torneo maschile
Rosa
| N° | Naz.               | Ruolo | Sportivo         | Anno | Alt.   |  |
| -- | ------------------ | ----- | ---------------- | ---- | ------ |  |
| 1  | Romania (bandiera) | P     | Dragoș Stoenescu | 1979 | 1,96 m |  |
| 2  | Romania (bandiera) | CB    | Cosmin Radu      | 1981 | 1,93 m |  |
| 3  | Romania (bandiera) | D     | Tiberiu Negrean  | 1988 | 1,87 m |  |
| 4  | Romania (bandiera) | D     | Nicolae Diaconu  | 1980 | 1,80 m |  |
| 5  | Romania (bandiera) | D     | Andrei Iosep     | 1977 | 1,95 m |  |
| 6  | Romania (bandiera) | CV    | Andrei Bușilă    | 1980 | 1,91 m |  |
| 7  | Romania (bandiera) | D     | Alexandru Matei  | 1980 | 1,95 m |  |
| 8  | Romania (bandiera) | CB    | Mihnea Chioveanu | 1987 | 1,98 m |  |
| 9  | Romania (bandiera) | CV    | Dimitri Goantă   | 1987 | 2,02 m |  |
| 10 | Romania (bandiera) | D     | Ramiro Georgescu | 1982 | 1,93 m |  |
| 11 | Romania (bandiera) | CV    | Alexandru Ghiban | 1986 | 1,96 m |  |
| 12 | Romania (bandiera) | CV    | Kalman Kadar     | 1979 | 1,90 m |  |
| 13 | Romania (bandiera) | P     | Mihai Drăgușin   | 1984 | 1,88 m |  |

- Allenatore:  István Kovács

Fase a gironi - Gruppo B
| Arbitri: | German Moller Anton Bervoets |

|                                                                        |           |                              |
| A. Matei T. Negrean R. Georgescu N. Diaconu D. Goantă C. Radu A. Iosep | Marcatori | R. Parker C. Figes J. Waller |

| Arbitri: | Dragan Štampalija Massimiliano Caputi |

|                                                    |           |                                                  |
| T. Azevedo P. Varellas J. Mann A. Wright R. Bailey | Marcatori | A. Iosep K. Kadar C. Radu A. Ghiban R. Georgescu |

| Arbitri: | Alan Balfanbayev Sergi Borrell |

|                                                                     |           |                                                                        |
| K. Kadar A. Bușilă A. Ghiban C. Radu T. Negrean N. Diaconu A. Matei | Marcatori | T. Kásás N. Madaras P. Biros N. Hosnyánszky T. Varga M. Szivós G. Kiss |

| Arbitri: | Daniel Flahive Alan Balfanbayev |

|                                                                     |           |                                                 |
| V. Pasković A. Ivović B. Zloković N. Janović D. Brguljan A. Radović | Marcatori | A. Matei C. Radu T. Negrean N. Diaconu A. Iosep |

| Arbitri: | Ulrich Spiegel Steven Rotsart |

|                                    |           |                                                                                    |
| C. Radu A. Matei K. Kadar A. Iosep | Marcatori | Ž. Gocić F. Filipović D. Pijetlović A. Prlainović V. Udovičić S. Nikić S. Mitrović |

| Pos. | Squadra       | Pt | G | V | N | P | GF | GS | DR  |
| ---- | ------------- | -- | - | - | - | - | -- | -- | --- |
| 1    | Serbia        | 9  | 5 | 4 | 1 | 0 | 69 | 38 | +31 |
| 2    | Montenegro    | 7  | 5 | 3 | 1 | 1 | 54 | 41 | +13 |
| 3    | Ungheria      | 6  | 5 | 3 | 0 | 2 | 65 | 52 | +13 |
| 4    | Stati Uniti   | 6  | 5 | 3 | 0 | 2 | 43 | 44 | -1  |
| 5    | Romania       | 2  | 5 | 1 | 0 | 4 | 48 | 55 | -7  |
| 6    | Gran Bretagna | 0  | 5 | 0 | 0 | 5 | 28 | 77 | -49 |

- Romania non qualificata ai quarti di finale. Posizione nella classifica finale: 10º

## Pugilato
Maschile
| Atleta          | Evento             | Sedicesimi           | Ottavi di finale          | Quarti di finale     | Semifinali           | Finale               | Pos. |
| Atleta          | Evento             | Avversario Risultato | Avversario Risultato      | Avversario Risultato | Avversario Risultato | Avversario Risultato | Pos. |
| --------------- | ------------------ | -------------------- | ------------------------- | -------------------- | -------------------- | -------------------- | ---- |
| Bogdan Juratoni | Pesi medi (-75 kg) | Bye                  | A. Atoyev (UZB) P (10-12) | non qualificato      | non qualificato      | non qualificato      | 9º   |

Femminile
| Atleta          | Evento                | Sedicesimi           | Ottavi di finale       | Quarti di finale     | Semifinali           | Finale               | Pos. |
| Atleta          | Evento                | Avversario Risultato | Avversario Risultato   | Avversario Risultato | Avversario Risultato | Avversario Risultato | Pos. |
| --------------- | --------------------- | -------------------- | ---------------------- | -------------------- | -------------------- | -------------------- | ---- |
| Mihaela Lăcătuș | Pesi leggeri (-60 kg) | N.D.                 | Dong C. (CHN) P (5-10) | non qualificata      | non qualificata      | non qualificata      | 9ª   |

## Scherma
Maschile
| Atleta                                                                 | Evento               | Trentaduesimi             | Sedicesimi                    | Ottavi di finale           | Quarti di finale         | Semifinali                   | Finale                        | Pos.            |
| Atleta                                                                 | Evento               | Avversario Risultato      | Avversario Risultato          | Avversario Risultato       | Avversario Risultato     | Avversario Risultato         | Avversario Risultato          | Pos.            |
| ---------------------------------------------------------------------- | -------------------- | ------------------------- | ----------------------------- | -------------------------- | ------------------------ | ---------------------------- | ----------------------------- | --------------- |
| Radu Dărăban                                                           | Fioretto individuale | Choi N.E. (HKG) V (15-12) | V. Aspromonte (ITA) P (11-15) | non qualificato            | non qualificato          | non qualificato              | non qualificato               | non qualificato |
| Tiberiu Dolniceanu                                                     | Sciabola individuale | Bye                       | D. Homer (USA) P (11-15)      | non qualificato            | non qualificato          | non qualificato              | non qualificato               | non qualificato |
| Rareș Dumitrescu                                                       | Sciabola individuale | Bye                       | D. Bojko (UKR) V (15-12)      | A. Bujkevič (BLR) V (15-6) | D. Homer (USA) V (15-13) | D. Occhiuzzi (ITA) P (11-15) | N. Kovalëv (RUS) P (10-15)    | 4º              |
| Florin Zalomir                                                         | Sciabola individuale | M. Abedini (IRI) V (15-7) | Gu B.-g. (KOR) P (12-15)      | non qualificato            | non qualificato          | non qualificato              | non qualificato               | non qualificato |
| Tiberiu Dolniceanu Rareș Dumitrescu Florin Zalomir Alexandru Sirițeanu | Sciabola a squadre   | N.D.                      | N.D.                          | N.D.                       | Cina (CHN) V (45-30)     | Russia (RUS) V (45-43)       | Corea del Sud (KOR) P (26-45) |                 |

Femminile
| Atleta                                                    | Evento               | Trentaduesimi        | Sedicesimi                   | Ottavi di finale                   | Quarti di finale              | Semifinali                                | Finale                                      | Pos.            |                 |                 |
| Atleta                                                    | Evento               | Avversario Risultato | Avversario Risultato         | Avversario Risultato               | Avversario Risultato          | Avversario Risultato                      | Avversario Risultato                        | Pos.            |                 |                 |
| --------------------------------------------------------- | -------------------- | -------------------- | ---------------------------- | ---------------------------------- | ----------------------------- | ----------------------------------------- | ------------------------------------------- | --------------- | --------------- | --------------- |
| Ana Maria Brânză                                          | Spada individuale    | Bye                  | Hsu J.-T. (TPE) V (15-8)     | J. Šemjakina (UKR) P (13-14)       | non qualificata               | non qualificata                           | non qualificata                             | non qualificata | non qualificata |                 |
| Simona Gherman                                            | Spada individuale    | Bye                  | C. Lawrence (GBR) V (15-9)   | L. Flessel-Colovic (FRA) V (15-13) | J. Šemjakina (UKR) P (14-15)  | non qualificata                           | non qualificata                             | non qualificata | non qualificata | non qualificata |
| Anca Măroiu                                               | Spada individuale    | Bye                  | O. Kryvyc'ka (UKR) V (15-10) | A. Sivkova (RUS) V (15-11)         | Shin A-L. (KOR) P (14-15)     | non qualificata                           | non qualificata                             | non qualificata | non qualificata |                 |
| Ana Maria Brânză Simona Gherman Anca Măroiu Loredana Dinu | Spada a squadre      | N.D.                 | N.D.                         | N.D.                               | Corea del Sud (KOR) P (38-45) | Piazz. 5º/8º posto Italia (ITA) V (45-38) | Piazz. 5º/6º posto Germania (GER) P (36-45) | 6ª              |                 |                 |
| Bianca Pascu                                              | Sciabola individuale | N.D.                 | Zhu M. (CHN) P (10-15)       | non qualificata                    | non qualificata               | non qualificata                           | non qualificata                             | non qualificata |                 |                 |

## Sollevamento pesi
Maschile
| Atleta            | Evento | Strappo   | Strappo    | Slancio   | Slancio    | Totale | Classifica |
| Atleta            | Evento | Risultato | Classifica | Risultato | Classifica | Totale | Classifica |
| ----------------- | ------ | --------- | ---------- | --------- | ---------- | ------ | ---------- |
| Florin Croitoru   | -56 kg | 121 kg    | 8°         | 147 kg    | 9°         | 268 kg | 9°         |
| Răzvan Martin     | -69 kg | 152 kg    | 2°         | 180 kg    | 4°         | 322 kg |            |
| Gabriel Sîncrăian | -85 kg | 167 kg    | DNF        | -         | -          | -      | DNF        |

Femminile
| Atleta       | Evento | Strappo   | Strappo    | Slancio   | Slancio    | Totale | Classifica |
| Atleta       | Evento | Risultato | Classifica | Risultato | Classifica | Totale | Classifica |
| ------------ | ------ | --------- | ---------- | --------- | ---------- | ------ | ---------- |
| Roxana Cocoș | -69 kg | 113 kg    | 4ª         | 143 kg    | 2ª         | 256 kg |            |

## Tennis
Maschile
| Atleta                   | Evento  | 32-esimi                         | 16-esimi                                          | Ottavi               | Quarti               | Semifinali           | Finale               | Pos.            |
| Atleta                   | Evento  | Avversario Risultato             | Avversario Risultato                              | Avversario Risultato | Avversario Risultato | Avversario Risultato | Avversario Risultato | Pos.            |
| ------------------------ | ------- | -------------------------------- | ------------------------------------------------- | -------------------- | -------------------- | -------------------- | -------------------- | --------------- |
| Adrian Ungur             | Singolo | G. Müller (LUX) P 0-2 (3-6, 3-6) | non qualificato                                   | non qualificato      | non qualificato      | non qualificato      | non qualificato      | non qualificato |
| Horia Tecău Adrian Ungur | Doppio  | N.D.                             | D. Nestor/ V. Pospisil (CAN) P 0-2 (3-6, 6-79-11) | non qualificati      | non qualificati      | non qualificati      | non qualificati      | non qualificati |

Femminile
| Atleta                      | Evento  | 32-esimi                                | 16-esimi                                        | Ottavi               | Quarti               | Semifinali           | Finale               | Pos.            |
| Atleta                      | Evento  | Avversario Risultato                    | Avversario Risultato                            | Avversario Risultato | Avversario Risultato | Avversario Risultato | Avversario Risultato | Pos.            |
| --------------------------- | ------- | --------------------------------------- | ----------------------------------------------- | -------------------- | -------------------- | -------------------- | -------------------- | --------------- |
| Irina-Camelia Begu          | Singolo | V. Azaranka (BLR) P 1-2 (1-6, 6-3, 1-6) | non qualificata                                 | non qualificata      | non qualificata      | non qualificata      | non qualificata      | non qualificata |
| Sorana Cîrstea              | Singolo | F. Pennetta (ITA) P 1-2 (2-6, 6-4, 2-6) | non qualificata                                 | non qualificata      | non qualificata      | non qualificata      | non qualificata      | non qualificata |
| Simona Halep                | Singolo | J. Švedova (KAZ) P 0-2 (4-6 2-6)        | non qualificata                                 | non qualificata      | non qualificata      | non qualificata      | non qualificata      | non qualificata |
| Sorana Cîrstea Simona Halep | Doppio  | N.D.                                    | S. Williams/ V. Williams (USA) P 0-2 (3-6, 2-6) | non qualificate      | non qualificate      | non qualificate      | non qualificate      | non qualificate |

## Tennis tavolo
Maschile
| Adrian Crișan | Singolo | Bye | Bye | Bye | He Z.W. (ESP) V 4-2 (5-11, 11-8, 11-5, 9-11, 11-8, 11-9) | T. Boll (GER) V 4-1 (11-9, 8-11, 15-13, 12-10, 11-6) | Chuang C.-y. (TPE) P 0-4 (3-11, 4-11, 4-11, 5-11) | non qualificato | non qualificato | non qualificato | non qualificato | non qualificato |

Femminile
| Atleta           | Evento  | Preliminari          | Round 1              | Round 2                                                           | Round 3                                                   | Round 4                                                 | Quarti di finale     | Semifinale           | Finale               | Posizione       |                 |
| Atleta           | Evento  | Avversario Risultato | Avversario Risultato | Avversario Risultato                                              | Avversario Risultato                                      | Avversario Risultato                                    | Avversario Risultato | Avversario Risultato | Avversario Risultato | Posizione       |                 |
| ---------------- | ------- | -------------------- | -------------------- | ----------------------------------------------------------------- | --------------------------------------------------------- | ------------------------------------------------------- | -------------------- | -------------------- | -------------------- | --------------- | --------------- |
| Daniela Dodean   | Singolo | Bye                  | Bye                  | T. Bilenko (UKR) V 4-3 (7-11, 8-11, 11-5, 5-11, 11-7, 11-9, 11-2) | Ding N. (CHN) P 0-4 (4-11, 3-11, 9-11, 6-11)              | non qualificata                                         | non qualificata      | non qualificata      | non qualificata      | non qualificata | non qualificata |
| Elizabeta Samara | Singolo | Bye                  | Bye                  | D. Meshreef (EGY) V 4-1 (7-11, 11-7, 13-11, 11-6, 11-8)           | Tie Y.N. (HKG) V 4-2 (11-9, 11-9, 11-8, 6-11, 5-11, 11-8) | Li J. (NED) P 2-4 (5-11, 11-8, 11-13, 11-6, 9-11, 7-11) | non qualificata      | non qualificata      | non qualificata      | non qualificata |                 |

## Tiro a segno/volo
Maschile
| Atleta          | Evento                       | Qualificazione | Qualificazione | Finale    | Finale     |
| Atleta          | Evento                       | Punteggio      | Classifica     | Punteggio | Classifica |
| --------------- | ---------------------------- | -------------- | -------------- | --------- | ---------- |
| Alin Moldoveanu | Carabina 10 m aria compressa | 599            | 2º             | 702,1     |            |

Femminile
| Atleta                  | Evento | Qualificazione | Qualificazione | Finale          | Finale          |
| Atleta                  | Evento | Punteggio      | Classifica     | Punteggio       | Classifica      |
| ----------------------- | ------ | -------------- | -------------- | --------------- | --------------- |
| Lucia Liliana Mihalache | Skeet  | 65             | 12ª            | non qualificata | non qualificata |